# Out (revista)
Out (ISSN 1062-7928) es una popular revista estadounidense dedicada al entretenimiento, estilo de vida y moda del hombre homosexual. Tiene la mayor circulación de las revistas mensuales gais en los EE. UU. Su estilo es similar al de Details y GQ.
Out está publicado por LPI Media, que pertenece al 100% a PlanetOut Inc. desde 2005. LPI Media también publica The Advocate, HIV Plus, The Out Traveler y Alyson Books. PlanetOut Inc. también es dueña de Specialty Publications, que publica una serie de revistas gais para adultos, tales como las revistas pornográficas Men, Freshmen y Unzipped.
La revista fue fundada en 1992 por Michael Goff, redactor jefe y presidente. Él y la editora ejecutiva Sarah Pettit contratada durante los primeros tiempos, consiguieron levantar la revista gay que más circulación ha tenido, y que por primera vez ha atraído a autores y contribuidores de renombre mundial, además de anunciantes que no son del mundo gay para financiarla.
Uno de los principales ingredientes del éxito de Out atrayendo a anunciantes que nunca se habían planteado como objetivo al mercado gay, fue el ofrecer un ambiente seguro, en el que no se imprimía material para adultos ni anuncios personales clasificados. Al eliminar esta barrera, los anunciantes fueron capaces de emplear la revista para llegar a audiencias marginalizadas y mostrar sus productos y servicios. En menos de dos años, la circulación y el número de anunciantes de Out sobrepasaron los de The Advocate, de más de 30 años en el mercado, en la época, la única revista gay del mercado.

## Colaboradores importantes
| Autores - Josh Kilmer-Purcell - Dale Peck - Dan Savage - Mark Simpson - Bart Boehlert - Michael Joseph Gross - Jesse Archer - Bob Smith - Tom Steele - Barry Walters | Fotógrafos - François Rousseau - Ben Watts - Matthias Vriens - Cass Bird - Tony Duran - Patrick McMullen - Joe Opedisano - Nicholas Wagner |